# Psr Sayur Matinggi
Psr Sayur Matinggi is een bestuurslaag in het regentschap Padang Lawas Utara van de provincie Noord-Sumatra, Indonesië. Psr Sayur Matinggi telt 519 inwoners (volkstelling 2010).